# Zu schön um wahr zu sein – Die JT LeRoy Story
Zu schön um wahr zu sein – Die JT LeRoy Story (Originaltitel: JT LeRoy) ist ein US-amerikanischer Spielfilm von Justin Kelly aus dem Jahr 2018 über die wahre Geschichte von Savannah Knoop, die in der Öffentlichkeit die fiktive Figur JT LeRoy verkörpert hat. Der Film basiert auf ihren Memoiren Girl Boy Girl: How I Became JT Leroy. Außerdem wird der Dreh und die Veröffentlichung des Films The Heart Is Deceitful Above All Things behandelt.
Der Film wurde bei dem Toronto International Film Festival 2018 uraufgeführt. In Deutschland erschien der Film auf DVD und Blu-ray am 22. Juli 2021.

## Handlung
Savannah Knoop spielt für ihre Stiefschwester und die Autorin Laura Albert die fiktive Figur JT LeRoy. Die Figur kommt in dem Roman Sarah vor. Um das Buch ist eine gewisse Fangemeinde entstanden. Laura gab aber fälschlicherweise vor, dass der Roman autobiografisch sei und hat das Buch unter ihrem Pseudonym JT LeRoy verkauft. Savannah muss also vorgeben JT LeRoy, der Autor des Buchs, zu sein. Sie willigt zunächst nur ein, für ein Foto Modell zu stehen. Die Maskerade klappt, obwohl sich Savannah schwer damit tut. Laura gibt sich dabei weiterhin am Telefon und im Schriftverkehr als JT LeRoy aus.
Laura überredet Savannah wieder in die Rolle von JT LeRoy zu schlüpfen. Sie fahren für mehrere Termine gemeinsam nach Los Angeles. Dort lernt sie auf einer Veranstaltung die erfolgreiche Schauspielerin Eva kennen. Sie will das Leben von JT LeRoy verfilmen. Eva ist von JT LeRoy besessen und flirtet sofort mit Savannah und ladet sie schließlich nach Paris ein. Mit der Zeit findet Savannah gefallen an der Maskerade. Als bei Pressekonferenz das Geschlecht von JT LeRoy in Frage gestellt wird, kommt es zum Aufschrei und Savannah kontert schlagkräftig, indem sie das Geschlecht des Fragestellers in Frage stellt.
Laura will mit Savannah zurück ins Hotel gehen, allerdings bleibt Savannah bei Eva. Dabei kommen sie sich näher und haben Sex. Laura und Savannah kehren in die Vereinigten Staat zurück und Savannah weigert sich zunächst weiter JT LeRoy zu spielen. Sie fängt aber an Eva zu vermissen. Laura und Savannah gehen nach Tennessee zum Filmset von Eva und Savannah gibt sich wieder als JT LeRoy aus. Savannah geht zum Wohncontainer von Eva. Dort befindet sich außerdem der Liebespartner von Eva. Dies verunsichert Savannah.
Zurück daheim, hört Savannah wieder mit Personifikation auf. Als der Film von Eva beim Filmfestival Cannes gezeigt werden soll, will Savannah wieder JT LeRoy spielen. In Cannes bleibt Eva gegenüber Savannah distanziert. Savannah stellt Eva zur Rede. Eva macht ihr aber klar, dass der One-Night-Stand in Paris für sie keine große Bedeutung hat. Bei dem Gespräch zeigt sich, dass Eva an der Geschichte von JT LeRoy zweifelt. Savannah gibt zu, dass JT LeRoy keine wahre Person ist. Kurz darauf geht der Ehemann von Laura an die Presse um den Schwindel aufzudecken. Die Presse stürzt sich auf die Geschichte. Savannah fühlt sich erleichtert. Laura ist dagegen wütend.
In der Folgezeit tritt Laura in der Öffentlichkeit als Autorin auf und trifft auf ein weiterhin interessiertes Publikum. Savannah zieht nach New York City und fängt selbst an zu schreiben.

## Produktion
Justin Kelly hat die Geschichte von JT LeRoy in San Francisco selbst mitbekommen. Ihn interessieren Geschichten mit veränderlichen Identitäten. Nachdem er das Buch Girl Boy Girl: How I Became JT Leroy gelesen hatte, sah er dies als idealen Filmstoff. Das Drehbuch schrieb er anschließend gemeinsam mit Savannah Knoop. Sie war auch bei den Dreharbeiten anwesend, um als Primärquelle mitzuhelfen. Kelly und Knoop arbeiteten ab 2009 an dem Film. Dabei hatten sie schon in ihrem ersten Lookbook Bilder von Laura Dern aufgenommen, die schlussendlich die Rolle der Laura Albert übernommen hat.
Die Dreharbeiten fanden in Winnipeg in Kanada statt.

## Veröffentlichung
Der Film wurde beim Toronto International Film Festival 2018 uraufgeführt. Er wurde anschließend am 26. April 2019 in den Vereinigten Staaten als Video-on-Demand veröffentlicht. In Deutschland erschien der Film auf DVD und Blu-ray am 22. Juli 2021.

## Kritiken
Der Film hat auf Rotten Tomatoes eine Zustimmungsrate von 55 Prozent. Zusammenfassend soll der Film die Zuschauenden mit dem Wunsch einer tiefergehenden Darstellung zurücklassen. Trotzdem handele es sich um eine unterhaltsame Dramatisierung von unglaublichen und echten Geschehnissen. Gelobt wurden die darstellerischen Leistungen von Laura Dern und Kristen Stewart. Dern soll ihrer Figur eine hungrige und manische Energie verleihen. Stewart spiele wie gewohnt verinnerlicht und exakt. Andreas Köhnemann von sissymag.de zeigt die Interpretationsmöglichkeiten auf: „In der zentralen Beziehung zwischen Laura und Savannah gibt Kelly uns und seinen Schauspielerinnen indes mehr Interpretationsraum. Viele Sätze, die Laura betont dramatisch exklamiert, können sowohl als weise Worte, treffende Anklage und Ermächtigung als auch als Phrasen und Ausflüchte aufgefasst werden.“
Der Filmdienst gab dem Film 3 von 5 Sternen: „Der biografische Film interessiert sich allerdings weniger für die Details des Täuschungsmanövers, sondern fokussiert auf das von eindrücklichen Darstellerinnen getragene Psychogramm zweier Betrügerinnen, die sich immer mehr in die selbst konstruierte Illusion verrennen.“
Kritisiert wurde, dass die angeschnitten Themen, wie Nichtbinäre Geschlechtsidentität und die Freiheit, alternative Figuren darzustellen, nur oberflächliche behandelt wurden.

## Synchronisation
Die deutschsprachige Synchronisation entstand bei Cinephon in Berlin nach einem Dialogbuch und unter der Dialogregie von Harald Wolff.
| Rolle          | Schauspieler    | Synchronsprecher   |
| -------------- | --------------- | ------------------ |
| Savannah Knoop | Kristen Stewart | Marie-Isabel Walke |
| Laura Albert   | Laura Dern      | Sabine Jaeger      |
| Eva Avalon     | Diane Kruger    | Stephanie Kellner  |
| Geoff Knoop    | Jim Sturgess    | Norman Matt        |